# Guatteria rufotomentosa
Guatteria rufotomentosa este o specie de plante angiosperme din genul Guatteria, familia Annonaceae, descrisă de Robert Elias Fries. Conform Catalogue of Life specia Guatteria rufotomentosa nu are subspecii cunoscute.